# San Pascual (Madrid)
El barrio de San Pascual, codificado como 15.5, forma parte del distrito de la Ciudad Lineal, Madrid, situado al noreste de la ciudad.

## Geografía

### Localización
El barrio queda delimitado oficialmente por las siguientes vías:
- M-30/Avenida de la Paz
- A-2/Avenida de América
- C/ General Aranaz
- C/ Marqués de Portugalete
- C/ Juan Pérez Zúñiga
- C/ Virgen del Val
- C/ de Antonio Cantalejo
- C/ Persuasión
- C/ Virgen de Lourdes
- C/ Virgen del Espino

### Composición
Además del propio barrio de San Pascual, el actual barrio municipal está formado por los antiguos barrios de La Alegría, La Bomba (poblado de chabolas-cuevas erigido por población meridional) y Barrio Blanco.

## Historia
En el estudio sobre el mapa de la Ciudad Lineal de finales del siglo XIX se ve que el barrio estaba delimitado al norte por el arroyo Canaleja (actual avenida de Badajoz), al sur por el camino de Las Ventas a Canillas (actual calle de la Virgen del Val), al este por la actual calle de la Virgen de África y al oeste por el Arroyo Abroñigal (actual M-30).

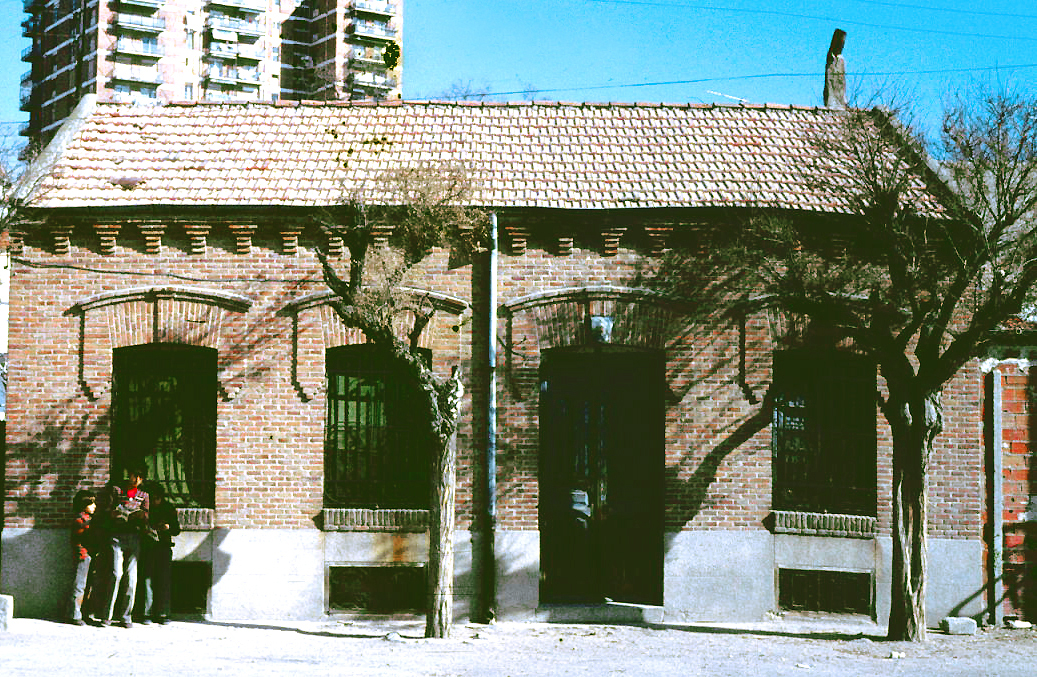
Barrio Blanco en la década de 1970

Perteneció al término municipal de Canillas hasta 1949, año en que Canillas fue anexionado al ayuntamiento de Madrid. En este mapa no aparece ningún tipo de edificación en la zona, lo que indica que las construcciones debieron de producirse desde 1900. De los dos arroyos mencionados, el Canaleja era afluente del Abroñigal, lo que creaba una fuerte vaguada y desniveles de 30 m, lo que creó grandes problemas para la cimentación de los bloques de la avenida Donostiarra en los años 1960 en el vecino barrio de la Concepción.
Las edificaciones más antiguas de las actuales corresponden al núcleo original de San Pascual, datando de la misma época que las del vecino barrio de la Concepción, la mayoría concebidas para la clase trabajadora que se asentaba en Madrid en los años 60. Posteriormente, se reurbanizaron los otros núcleos (La Bomba, La Alegría y Barrio Blanco); destaca la trasformación del polígono industrial de Avenida de América Sur en el parque empresarial del Barrio Blanco. Esta zona es la única del barrio que carece de viviendas en la actualidad, pues sus edificios son solo de oficinas.

## Demografía
| Gráfica de evolución demográfica de San Pascual entre 1986 y 2016  |
|                                                                    |
| Fuente Ayuntamiento de Madrid/ - Elaboración gráfica por Wikipedia |

## Comunicaciones
El barrio está situado entre la circunvalación M-30 y la A-2, además de estar muy próximo a las calles de Alcalá y Arturo Soria, lo cual lo hace muy accesible el barrio desde cualquier punto de la ciudad.

### Metro de Madrid
Esta estación de la línea 7 del Metro de Madrid sirve conjuntamente al barrio a la vez que al barrio vecino que le da nombre. El acceso que sirve al barrio de San Pascual se encuentra en la calle de Martínez Villergas esquina Virgen del Val.

### Autobuses
Además de servir de forma secundaria al barrio todos los autobuses que efectúan parada bajo el Puente de la Cea de la A-2, el barrio tiene varias líneas que lo atraviesan.
- 11: la línea 11 tiene su cabecera en la calle de Torrelaguna (Barrio Blanco), atendiendo el barrio al circular por las calles de Madre Antonia París, Condesa de Venadito, Agastia, Hernández de Tejada y Arturo Soria.
- 21: la línea 21 tiene su cabecera en la calle General Aranaz, que separa San Pascual del vecino barrio de El Salvador. Atiende las calles de Marqués de Portugalete, Arturo Soria y Juan Pérez Zúñiga.
- 53 y 122: ambas líneas atraviesan el barrio por la avenida de Badajoz y la calle Torrelaguna.
- 70: esta línea atraviesa el barrio por la calle de Arturo Soria.
- 114: esta línea pasa por las calles Hernández de Tejada y Josefa Valcárcel a la ida y Angelita Cavero y Arturo Soria a la vuelta, sirviendo parcialmente al barrio.

## Lugares de interés
Su edificio más emblemático es la Casita de la Virgen, en la calle Virgen del Val, 1, mencionado en Ventas: Ciudad en el recuerdo, de Luis Puigcercús Vázquez: "Los antecedentes de este colegio hay que buscarlos en el año 1928, cuando un grupo de unas 60 señoras y señoritas, bajo la dirección del reverendo padre Francisco Puyal Gil, fundan un Ropero para atender a niños y familias más necesitadas de los suburbios de Madrid, en especial a los barrio de Las Ventas".
El barrio también dispone de un hotel de la cadena Novotel, el Tanatorio de la M-30 y el Centro Cultural Islámico de Madrid,

### Establecimientos comerciales
El mercado de San Pascual, situado en la calle de la Virgen del Val, fue alrededor de los años 70 un importante centro comercial, pues era uno de los más grandes de Madrid en su momento y tenía una gran variedad de productos. Vecinos de barrios cercanos venían a este mercado para hacer una gran compra. En la actualidad sigue en funcionamiento ofreciendo los mismos servicios.

### Centros de salud
En la calle Verdaguer y García encontramos el ambulatorio de Atención Primaria del barrio.

### Asociación de vecinos
El barrio de San Pascual cuenta con una asociación de vecinos con más de treinta años de historia, situada en la calle de Verdaguer y García n.º 9 posterior. La asociación de vecinos pone a disposición de los vecinos de barrio sus instalaciones que cuentan con salas de reuniones para su uso, además es un referente de reunión para los vecinos del barrio.

## Fiestas
Los vecinos del barrio de San Pascual solían celebrar sus fiestas en los días previos y posteriores a la noche del 24 de junio, «La noche de San Juan», con una gran hoguera y un final de fiesta con castillo de fuegos artificiales.